# Pinanga lepidota
Pinanga lepidota är en enhjärtbladig växtart som beskrevs av Alfred Barton Rendle. Pinanga lepidota ingår i släktet Pinanga och familjen Arecaceae. Inga underarter finns listade i Catalogue of Life.